# Inundacions del sud-est europeu de 2014
Les inundacions del sud-est europeu de 2014 es van produir entre el 13 i el 18 de maig a causa d'un cicló de baixa pressió batejat Tamara i Yvette. Els països que van patir més danys van ser Sèrbia i Bòsnia i Hercegovina, amb les precipitacions més elevades dels últims 120 anys. Com a mínim 86 persones van morir en les inundacions, i centenars de milers més van haver de marxar de casa. Les ciutats on hi va haver més víctimes van ser Obrenovac (Sèrbia) i Doboj (Bòsnia i Hercegovina), amb inundacions de diversos metres d'alçada.
Les inundacions van causar més de 2.000 esllavissades a la regió dels Balcans, causant danys en ciutats i poblats. Les pluges van activar torrents i despreniments, pel què diversos rius de la conca del Sava i del Morava van créixer i inundar les valls properes. Segons recomptes oficials, hi havia 1,6 milions de persones afectades a Sèrbia i Bòsnia després d'una setmana d'inundacions.
Les avaluacions dels danys van estimar el cost en 3,5 bilions d'euros per Sèrbia i Bòsnia i Hercegovina. Segons la Unió Europea, el Banc Mundial i autoritats de les Nacions Unides, els danys a Sèrbia van ser d'1,55 bilions d'euros. Les autoritats bosnianes van declarar que els danys podrien ser superiors als de la Guerra de Bòsnia. Els esdeveniments van començar una gran campanya d'ajuda internacional per les zones afectades, amb donacions de diversos països i organitzacions, tant de suport monetari i material com humanitari.

## Meteorologia

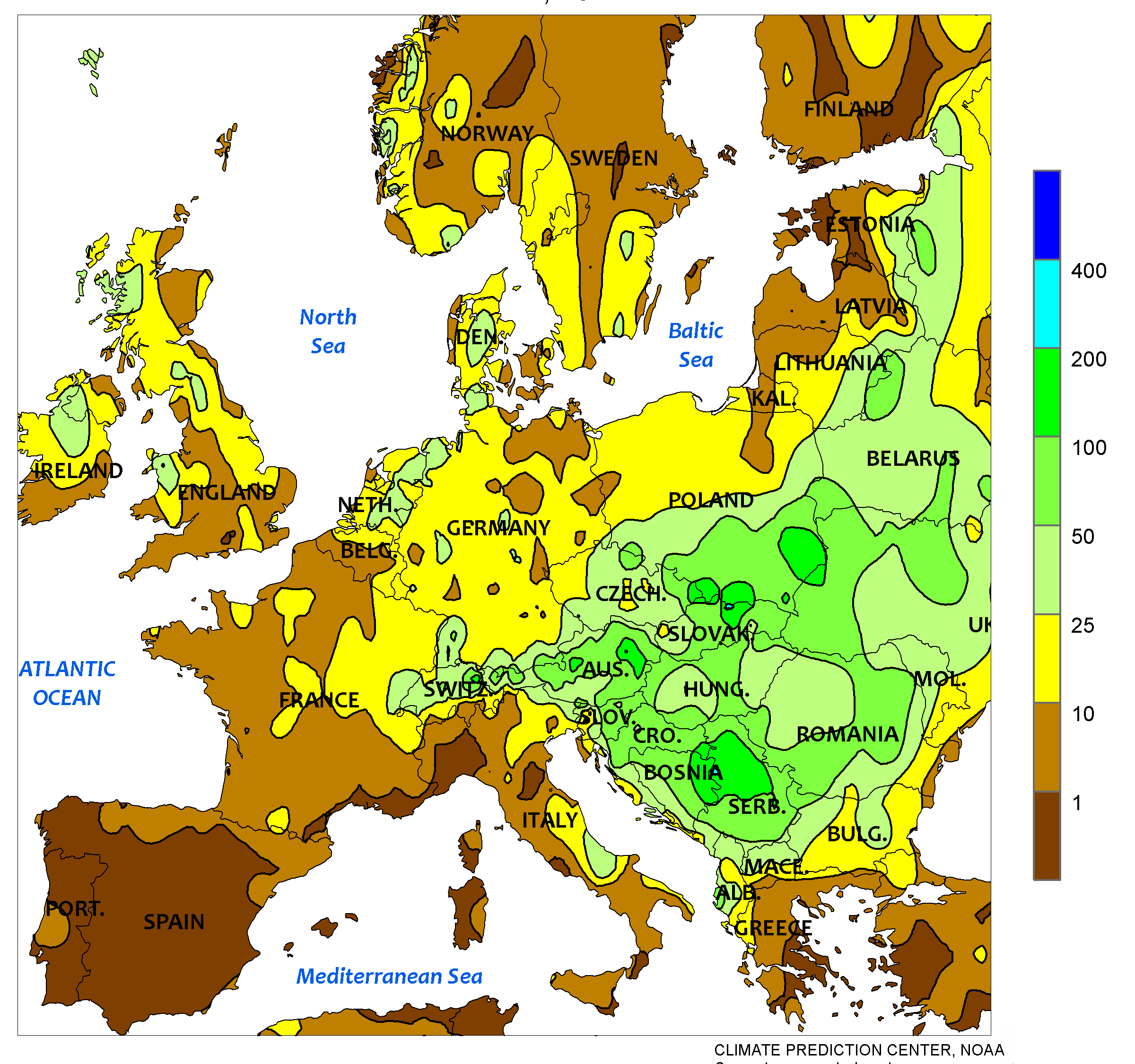
Precipitacions totals entre l'11 i el 17 de maig

El 30 de maig es va formar una depressió atmosfèrica sobre el mar Adriàtic, amb aire polar de l'Europa central penetrant a la conca mediterrània. La massa d'aire polar fred va topar amb aire subtropical humit, causant pressions molt baixes. El 14 de maig, la depressió es va moure sobre els Balcans i esdevingué estacionària. A conseqüència, a la regió hi van caure pluges fortes; Sèrbia (a la zona al voltant de Belgrad) i Bòsnia van ser les zones més afectades. Els meteoròlegs serbis i bosnians van anomenar el cicló "Tamara". El 15 de maig, les quantitats diàries de precipitacions van arribar a màxims històrics a Belgrad (107,9 mm), Valjevo (108,2 mm) i Loznica (110 mm). La precipitació mensual també va ser històrica a Belgrad, superant el rècord de 1897 de 175 l a 205 l. El dissabte 17 de maig la pluja havia parat, i el temps va esdevenir gradualment més càlid, facilitant els esforços d'ajuda i rescat. El 18 de maig, el cicló es va moure cap al nord-oest.

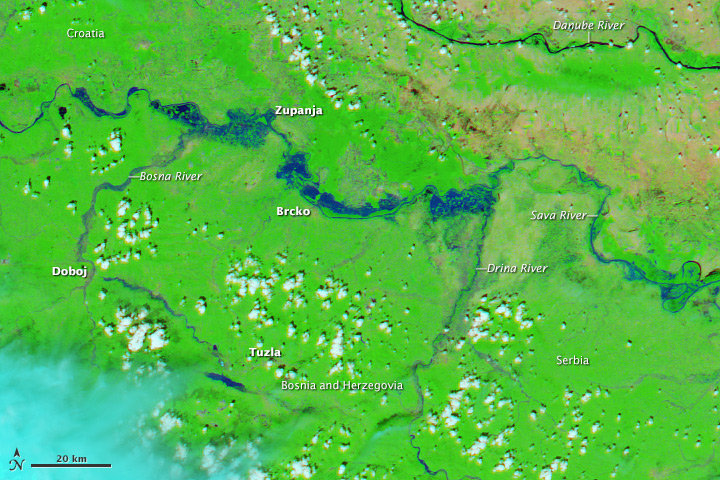
Inundacions severes als Balcans el 19 de maig de 2014 vistes pel MODIS, al satèl·lit Aqua de la NASA.

La regió amb més inundacions va ser la del riu Sava, que forma una frontera entra Bòsnia i Croàcia, va cap a Sèrbia i flueix al Danubi a Belgrad. El dimecres 14 de maig les fortes pluges van causar inundacions torrencials en regions muntanyoses, que van destruir ponts i infraestructures, i van causar esllavissades. L'impacte més mortífer va ser el dijous 15 de maig, quan els nivells d'aigua en diversos afluents de la riba dreta del Sava van créixer sobtadament i descontrolada a un ritme sense precedents, inundant ciutats a les seves valls. El riu Bosna, a la Bòsnia central, va inundar completament les ciutats de Doboj, Maglaj, Zavidovići i Šamac, mentre que el Kolubara, prop de Belgrad, va fer el mateix a Obrenovac; aquestes ciutats ser les que van tenir més víctimes. Posteriorment, el Sava va créixer a nivells rècord, amenaçant les ciutats de Slavonski Brod, Šabac i Sremska Mitrovica, a més de nombrosos pobles, però els danys es van contenir relativament puix que la població, amb la col·laboració de l'exèrcit i de voluntaris, van reforçar les defenses contra inundacions. Tanmateix, alguns dics van cedir en diversos llocs.
També hi va haver pluges fortes a la regió els dies 3 i 4 de maig, que van afectar Romania, Itàlia i Bòsnia. L'esdeveniment va produir relativament pocs danys però va deixar diversos episodis d'inundacions i de rius alts. El govern local va declarar l'estat d'emergència en parts de Bòsnia.

## Hidrologia
Malgrat que les zones més afectades eren a les valls dels rius Sava i Kolubara, el centre de les inundacions va ser la conca de drenatge del riu Bosna i la seva boca al Sava. L'aigua al Sava va aconseguir passar el dic construït recentment a la riba esquerra del riu i va inundar la regió de la Baixa Sirmia. A continuació, l'aigua va fluir descontroladament al riu Bosut, que desemboca al Sava a Sèrbia. A Sèrbia, les inundacions més fortes es van produir a la conca del riu Kolubara, on les fortes precipitacions van causar torrents extrems a les muntanyes, causant la coincidència hidrològica, el fet que altes ones de marees van aparèixer simultàniament als tributaris de l'esquerra i de la dreta del Kolubara. Els rius Peštan i Vraničina també van vessar i inundar la mina de cel obert de "Tamnava-Zapadna Polje", part de les mines de Kolubara. Les mines inundades van capturar 200 milions de m³ d'aigua.
L'Institut Jaroslav Černi de Belgrad, finançat pel PNUD, va compilar l'estudi "Millora de la protecció de l'aigua a la conca de drenatge del Kolubara". La secció hidrològica de l'informe conclou que el cicló va causar "pluja contínua d'intensitat temperada", que tanmateix va durar massa temps (més de tres dies). El maig, la pluviometria de 48 hores mesurada era més alta que les pluges mil·lenàries de Loznica, mentre que el període de retorn a Belgrad i Valjevo era de 400 anys. Els períodes de retorn del cabal al Kolubara era de 120-520 i a la confluència amb el Sava, on el Kolubara va inundar Obrenovac i les mines, la descàrrega era de 1,456 m³/s. Si el sistema contra les inundacions hagués estat acabat i funcionant correctament, i les mines d'Obrenovac no fossin inundades, la descàrrega hauria estat de 2.460 m³/s.
A la conca de drenatge del riu Bosna, a Bòsnia i Hercegovina, en alguns llocs les pluges excedien el període de retorn de 5.000 anys. Alhora, durant el desbordament massiu a la conca, el període de retorn de la descàrrega màxima (4,121 m³/s, 15 de maig de 2014) era de només 152 anys i el del volum d'ones (1.463.000.000 m³) era de 189 anys. Després de la reconstrucció de la inundació en un ambient controlat, es va concloure que la descàrrega del Bosna a Doboj seria de 5,000 m³/s el 16 de maig de 2014. Una descàrrega del Sava, després de la boca del Bosna al pont de Šamac, era de 6,000 m³/s el 17 de maig. Riu avall, a Sremska Mitrovica a Sèrbia, la descàrrega del Sva era de m³/s.
Si el sistema de control d'inundacions sencer de tots tres països hagués funcionat, sense desbordaments ni inundacions, s'hagués produït una coincidència hidrològica en unir els nivells d'aigua més alts del Sava i del Kolubara. Això comporta que a Belgrad, riu avall de la boca del Kolubara al Sava, el Sava portaria gairebé 9,000 m³/s. La zona riberenca al llarg del Sava a Belgrad, anomenada Savski Nasip i reforçada amb dics, està dissenyada per rebre 6,500m³/s, així que és probable que la ciutat hagués sofert danys considerables. Addicionalment, a causa de la construcció il·legal d'habitatges a la zona de Savski Nasip, la zona riberenca està sent destruïda i el seu volum s'està reduint.

## Regions afectades

Zones afectades de Bòsnia i Hercegovina, Sèrbia i Croàcia:
Zones més afectades
Zones també afectades

Sèrbia va ser el país més afectat, amb diverses ciutats grans de la seva regió central completament inundades, i esllavissades en regions muntanyoses. Bòsnia, especialment la República Srpska, també va quedar inundada en gran manera. L'est de Croàcia i el sud de Romania també van patir inundacions i víctimes humanes, mentre que Àustria, Bulgària, Hongria, Itàlia, Polònia i Eslovàquia van quedar afectades per la tempesta.

### Sèrbia

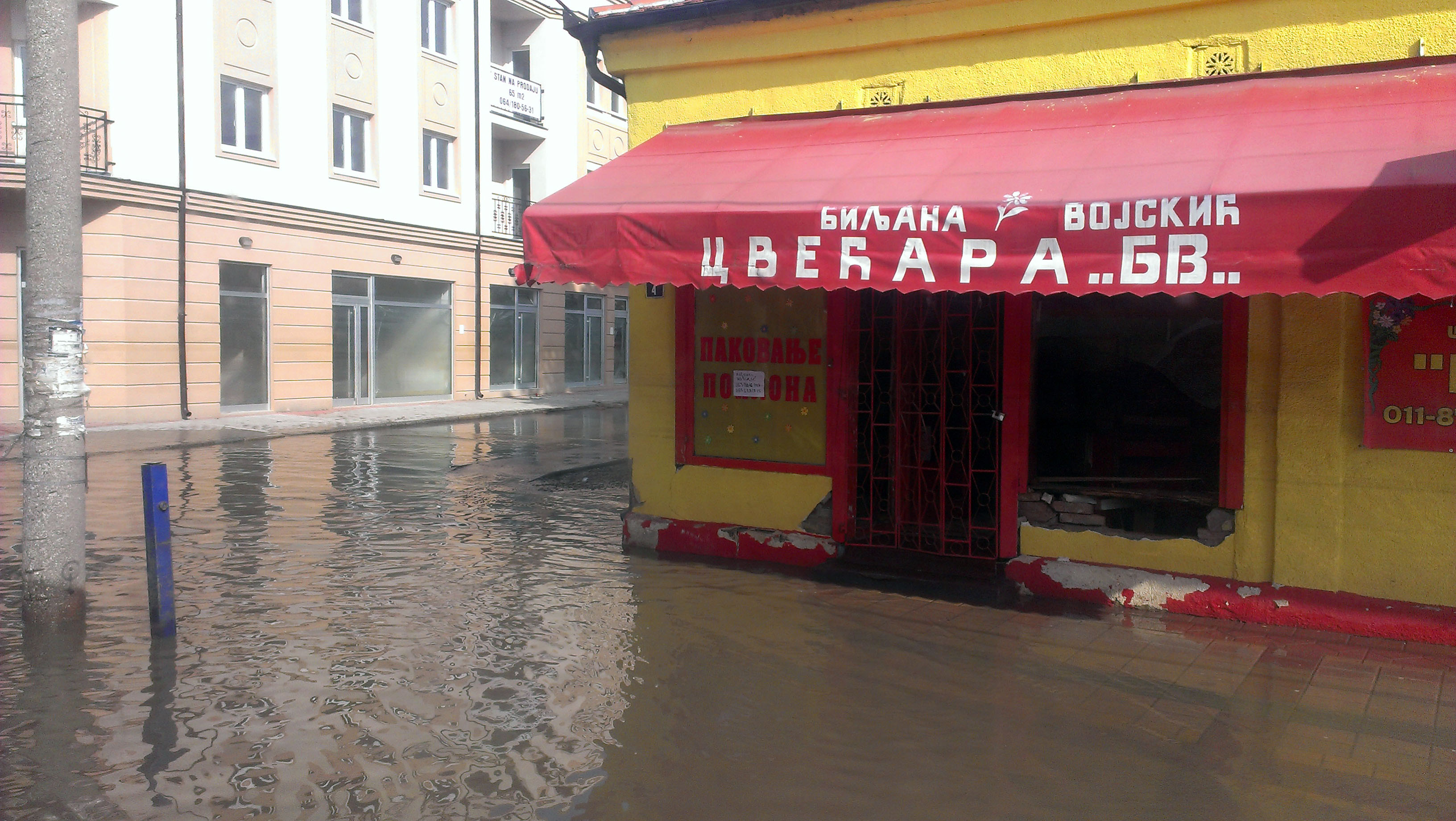
Obrenovac va patir el nombre més gran de morts i destrucció durant les inundacions

La ciutat d'Obrenovac va ser la més afectada per les inundacions, amb un 90% estimat de la ciutat inundat. Durant la nit entre el 15 i el 16 de maig, prop del riu Kolubara, recollint aigua de les muntanyes del sud, va créixer diversos metres i va inundar la seva ciutat, agafant per sorpresa els residents. Es va evacuar tota la ciutat. Durant el 18 de maig, el nivell d'aigua va caure, que va permetre que l'evacuació dels ciutadans d'Obrenovac es pogués fer amb camions i no amb vaixells. El 20 de maig el nombre total de persones evacuades sobrepassava els 30.000.

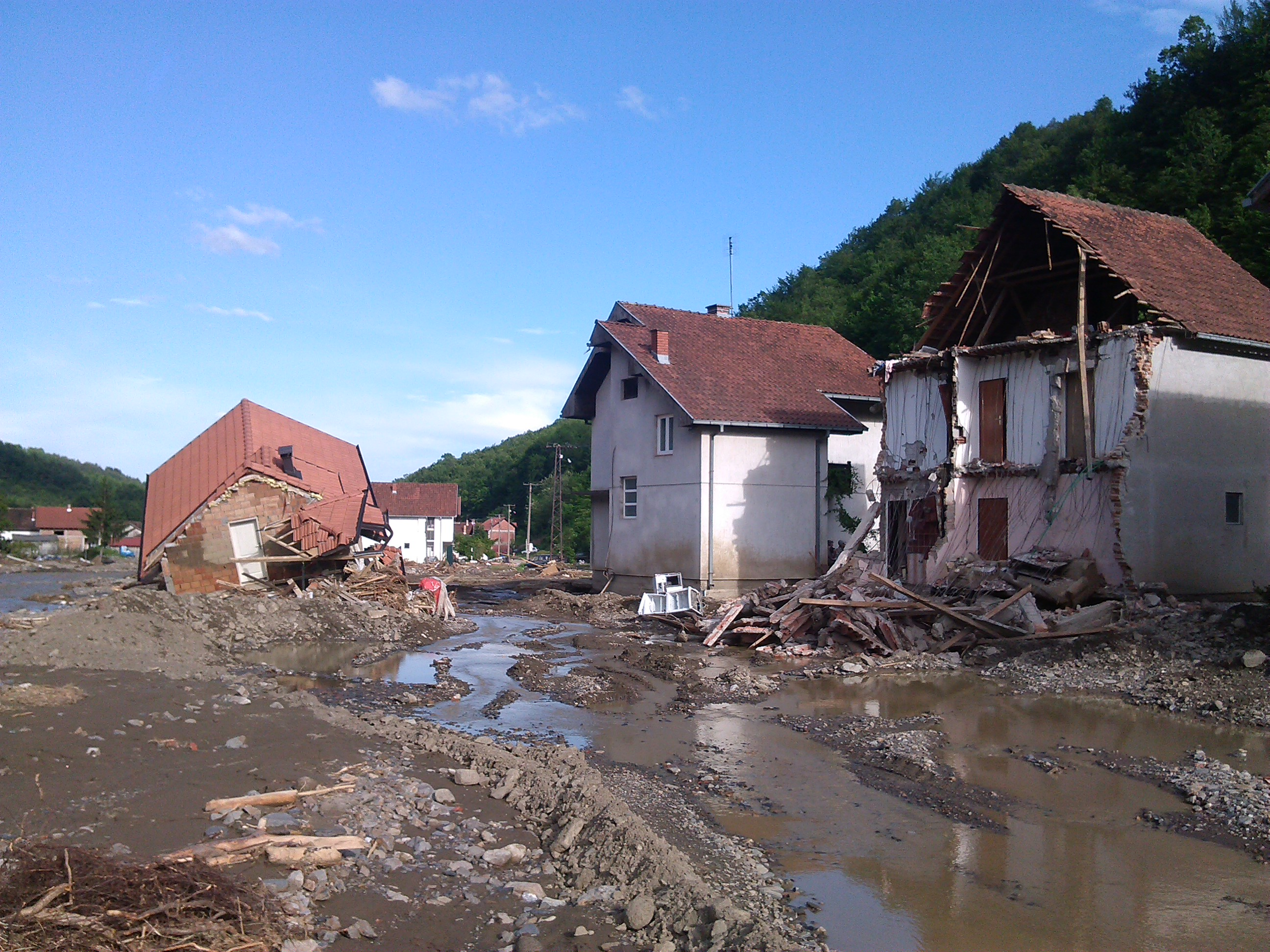
Destrucció de Krupanj a causa d'una inundació

A Krupanj a l'oest de Sèrbia (en una vall de diversos rius petits), torrents i esllavissades van devastar les infraestructures i van destruir dotzenes de cases. A causa dels danys a les carreteres, la ciutat era completament inaccessible durant tres dies, i la carretera a Loznica va quedar blocada fins al 18 de maig. Electric power was cut for almost the whole municipality. Unes 500 cases van quedar seriosament danyades, i almenys 20 van quedar completament inhabitables. Part del poble de Rebelj al municipi de Valjevo va quedar arrasada a causa d'esllavissades. A la vall del riu Drina, a la frontera amb Bòsnia, les fortes pluges van activar les esllavissades, incomunicant diversos poblats i tancant carreteres. A Mali Zvornik hi havia l'amenaça d'un turó gegant que podia tallar el riu i el seu cabal, i arrasar aquella ciutat i Zvornik.
El riu Sava desbordat va arribar a Šabac el 18 de maig, però els dics van sobreviure, reforçats per l'exèrcit i milers de voluntaris. L'aigua del riu va arribar a 6,3 m, establint un nou rècord i amenaçant Šabac i Sremska Mitrovica a la riba esquerra. En anticipació de les inundacions, es va construir un dic temporal de 7,3 metres d'alt.
Més a l'est, a les valls dels rius Morava i Mlava, els centres de les ciutats de Paraćin, Petrovac na Mlavi, Svilajnac i Smederevska Palanka van quedar inundats.
Durant el període d'inundacions, unes 300.000 famílies es van quedar sense subministrament elèctric. El ministre d'energia de Sèrbia, Aleksandar Antić, va demanar als ciutadans que estalviessin energia en la mesura del possible. La planta termoelèctrica més gran de Sèrbia, TPP Nikola Tesla, que subministra gairebé el 50% de l'electricitat de Sèrbia, es troba prop d'Obrenovac, però no va resultar afectada. Tanmateix, les inundacions sí que van omplir el camp de carbó més gran de RB Kolubara, amb 210 milions de metres cúbics d'aigua, més que el volum del llac Vlasina, i el seu drenatge va ocupar mesos. Més a l'est, la planta termoelèctrica TPP Kostolac, que subministra l'11% de l'electricitat de Sèrbia, quedà amenaçada per les inundacions del riu Mlava, però l'aigua no va arribar a l'anell de defensa més interior. Durant les inundacions, les plantes hidroelèctriques a les Portes de Ferro van reduir la seva producció i van obrir les comportes per tal de rebaixar el nivell del Danubi.
Durant les inundacions, el transport del país, especialment a les zones centrals i occidentals, va quedar interromput o trencat. 2.260 instal·lacions públiques, industrials i d'infraestructures van quedar inundades, i 3.500 carreteres, destruïdes. La línia de ferrocarril Belgrad-Bar va quedar tallada en diversos punts a l'oest de Sèrbia; les reparacions bàsiques van tardar un mes en completar-se, i després els trens van haver de fer desviaments de diverses hores. La reconstrucció de la secció al canyó del riu Gradac va acabar el març de 2015, permetent que els trens tornessin a la seva ruta original.
Els camps agrícoles també van quedar molt afectats; milers de vaques, ovelles, gallines i altres animals domèstics van morir durant les inundacions, i els seus cadàvers eren un risc seriós per a la salut de les persones que tornaven a les seves cases i les reparaven.
El 20 de maig, el govern de Sèrbia va proclamar tres dies de dol. El primer ministre serbi Aleksandar Vučić va descriure les inundacions com "la pitjor catàstrofe natural que mai ha ocorregut a Sèrbia."
En un informe del govern serbi del juliol de 2014, es va estimar els danys totals del país en 1,53 bilions d'euros. D'aquests, 810 milions s'atribuïen a danys directes, i 662 milions a pèrdues. Dos terços dels danys es van atribuir al sector productor (500 milions directes i 569 indirectes), dels quals 228 milions en el sector agrícola. Els danys totals en habitatges fou de 227,3 milions d'euros, mentre els danys en infraestructures (transport, comunicació i subministrament d'aigua) va arribar als 192 milions.

### Bòsnia i Hercegovina

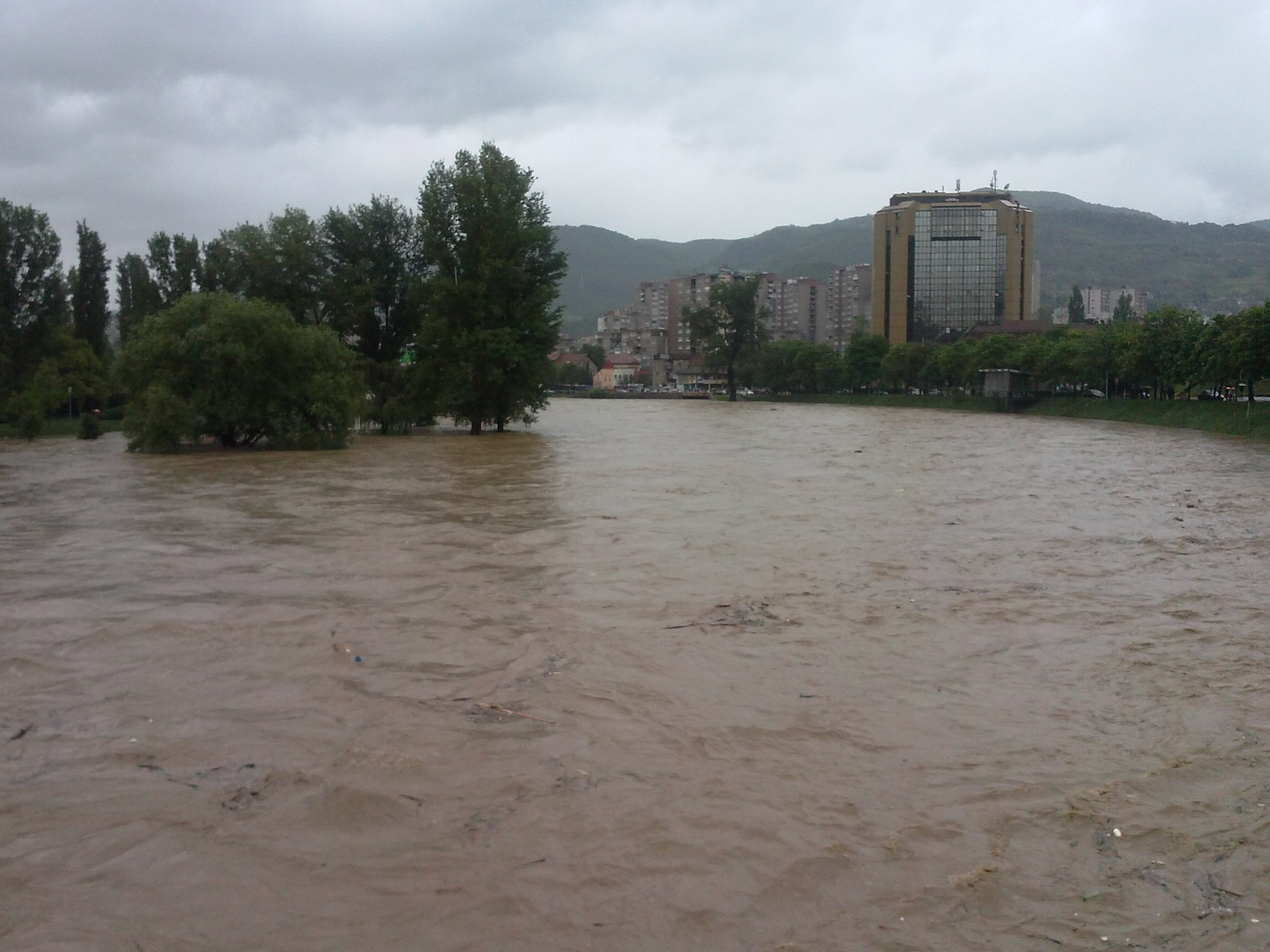
Inundació a Zenica, 15 de maig de 2014

La major part del nord de Bòsnia va quedar inundada, amb la vall fluvial del Bosna especialment afectada. Altres àrees afectades van ser el cantó de Sarajevo i Tuzla. El nord i el nord-est de Bòsnia, incloent-hi la regió de Semberija, també va quedar inundat. Entre els rius que es van desbordar hi havia el Bosna, el Vrbas, el Drina, el Sana i el Sava. Es va declarar l'estat d'emergència a tota la nació. Hercegovina a les regions centrals i meridionals no va quedar afectada per les inundacions.
La ciutat de Maglaj va rebre les precipitacions mitjanes de dos mesos en menys de 48 hores. A la ciutat de Zavidovići, es va gravar un pont per a vianants sent arrossegat pel riu Bosna i xocant contra un altre pont. A Sarajevo, el riu Miljacka va pujar gairebé fins al nivell dels ponts de la ciutat. El poble sencer de Parići a Hrasno Donje, terme municipal de Kalesija, va ser arrasat per esllavissades.
El 20 de maig hi havia 24 morts confirmades a Bòsnia i Hercegovina: 17 a la Republika Srpska i 7 a la Federació. En una roda de premsa el 19 de maig, el Director de la Policia de la República Srpskava donar el nom de 17 víctimes confirmades: 10 a Doboj, 2 a Šamac, 2 a Modriča, un a Bijeljina, un a Vlasenica i un a Donji Žabar; 7 altres persones van desaparèixer. Governments of the two entities jointly declared 20 May a day of mourning across the country.
Es va especular que les aigües podrien haver alterat mines terrestres de la Guerra de Bòsnia (1992–95), que podrien causar més danys si s'haguessin mogut fora de les zones marcades.
El cap executiu de Željeznice Republike Srpske, l'operadora de ferrocarril a la República Srpska (una de les dues operadors de ferrocarrils de Bòsnia) va demanar ajuda per reparar els danys als ferrocarrils del país, assegurant que no podien reparar els desperfectes independentment i demanant ajuda de la comunitat internacional per subministrar materials, mecanització i assistència financera.

### Croàcia

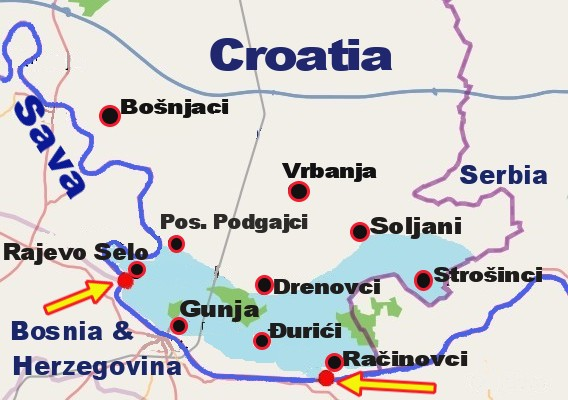
Inundacions a Croàcia; els punts vermells indiquen dics trencats

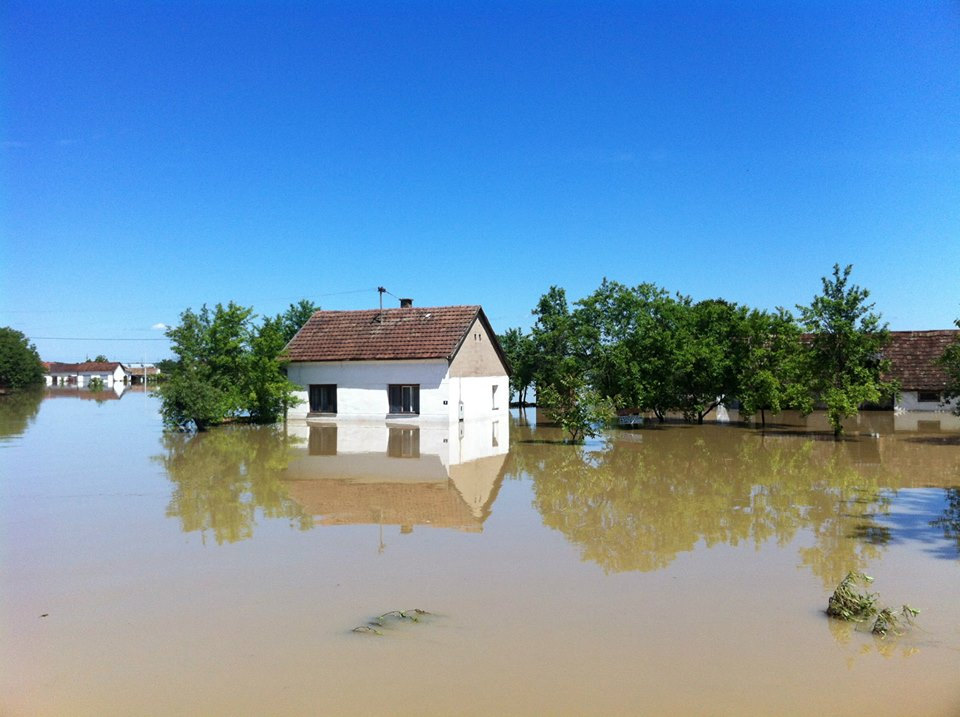
Inundació a Gunja, Croàcia

Croàcia va quedar menys afectada per les inundacions que Sèrbia o Bòsnia La zona més crítica era al sud d'Eslavònia. El dic al riu Sana va cedir prop de Rajevo Selo i Račinovci, i així es va ordenar l'evacuació de Gunja, Rajevo Selo i Račinovci. El 19 de maig 15.000 persones de les parts orientals de Croàcia van ser evacuades de casa seva. Un dels punts més crítics era el dic del riu Sava a Slavonski Šamac, on es troba la confluència del Bosna i el Sava. Allà els dics es trobaven sota molta pressió causada per la gran quantitat d'aigua provinent de Bòsnia. Diverses autoritats van declarar que si cedia el dic, tota la regió del sud d'Eslavònia, amb una població de més de 300.000 habitants, quedaria inundada. També hi va haver inundacions a la regió de Banovina, a les ciutats de Hrvatska Kostajnica i Dvor, principalment causades pel riu Una, nivell del qual no s'havia assolit des del 1955.

### Romania
Aquesta era la tercera inundació important que es produïa a Romania des de finals de l'abril de 2014. Més de 8.000 persones van quedar isolades i gairebé 2.000 hectàrees de terra van quedar cobertes per aigua. 125 pobles van quedar afectats per les inundacions en un dia. En total, es van tancar o van quedar parcialment destruïdes pel fang i l'aigua 30 carreteres nacionals i comtals. Les aigües del Danubi van créixer fins a tal punt que les autoritats van activar el codi taronja durant vuit dies al sector de Portes de Ferro-Zimnicea. Al comtat de Vrancea, un home de 50 anys va ser arrossegat per les inundacions i fou trobat mort el matí de l'endemà. Bucarest va quedar devastada per una tempesta acompanyada de calamarsa i vents forts. Diversos carrers van quedar inundats, diversos arbres van quedar arrancats i una capa de gel gruixuda va cobrir les artèries de transport importants, paralitzant el trànsit a la capital.

### Eslovàquia
Les inundacions i els vents forts del cicló també van arribar a Eslovàquia, on es va ofegar un home gran.

## Resposta internacional
Molts països i organitzacions internacionals es van oferir a prestar ajuda.
- Albània — Albània va enviar cinc unitats de recerca i rescat a Bòsnia.[53]
- Alemanya — Alemanya va enviar 15 rescatadors amb tres bombes, cinc camions i un agregat a Sèrbia.[54]
- Àustria — Àustria va enviar un equip de rescat amb una bomba d'alta capacitat a Sèrbia.[54]
- Azerbaidjan — El govern de l'Azerbaidjan va enviar 40 tones d'ajuda humanitària a la població afectada de Bòsnia i Hercegovina. Addicionalment, van enviar ajuda humanitària a persones en zones crítiques de Sèrbia.[55][56]
- Bèlgica — Bèlgica va enviar l'equip B-Fast amb un comboi de 10 camions que carregava una instal·lació de tractament d'aigua i bombes per subministrar aigua potable a la població d'Orašje, a Bòsnia i Hercegovina. Finalment no va sortir una segona missió amb vaixells de rescat per Sèrbia, puix que el govern serbi va anunciar que ja tenia prou vaixells.[57][58]
Expatriats bosnians a Flandes van recollir 40 tones de béns per enviar a Bòsnia.[59]
- Belarus — El president Lukashenko va ordenar que s'enviés ajuda.[60] Belarús va enviar un primer contingent a Sèrbia que, entre d'altres, portava dos helicòpters amb quatre equips de rescat.[61] El segon contingent va dur quatre generadors de 100 quilowatts, 20 altres generadors, 30 bombes d'aigua, 20.000 llaunes de menjar, 5.000 mantes i 20 tendes amb capacitat per 20 persones, entre d'altres.[62]
- Bulgària — Bulgària va enviar dos camions de bombers amb 10 motobombes i més vehicles amb 16 bombes d'alta capacitat, a més de dos vaixells, a Sèrbia.[54]
- Canadà — El govern del Canadà va donar 800.000 dòlars canadencs per ajudar en les seqüeles de la inundació catastròfica. A través de la Creu Roja del Canadà, el govern va donar 200.000 dòlars canadencs per operacions del Comitè Internacional de la Creu Roja (ICRC) a Bòsnia i Hercegovina, i 200.000 dòlars canadencs en donar suport als esforços de l'ICRC a Sèrbia. El govern del país també va canalitzar 400.000 dòlars canadencs a través de Save the Children Canada per ajudar a Bòsnia i Hercegovina.[63] El Royal Bank of Canada va donar 50.000CAD per fer-se servir a Bòsnia i Hercegovina, Croàcia i Sèrbia.[64]
- Croàcia — Croàcia va enviar dos helicòpters de transport militar a Bòsnia i Hercegovina; un operava a la regió de Banja Luka–Doboj, i l'altre a la regió de Maglaj–Zenica.[65] Es van enviar també 6 equips de rescat de 15 persones, i 25 membres de les unitats de protecció civil i brigades d'incendis amb 10 vehicles i 3 vaixells.[66] 8 policies d'intervenció amb vaixell van ser actius a Odžak i a Orašje.[67] Croàcia també va subministrar 65 tones d'aigua potable a àrees afectades de Sèrbia,[68] juntament amb unitats de 15 membres, 5 vehicles i 2 vaixells,[69] i 9 policies d'intervenció (incloent-hi submarinistes) van operar a l'àrea d'Obrenovac.[67] La Creu Roja de Croàcia va obrir un compte de donacions per víctimes de les inundacions a Croàcia, Bòsnia i Hercegovina i Sèrbia. El 20 de maig, la Creu Roja croata anunciava que s'havien donat 4.815.681,17 kuna (632.186,57 €) per les víctimes de Croàcia,[70] 543.789,71 kuna (71.386,90 €) per les de Bòsnia i Hercegovina, i 435.480,82 kuna (57.168,47 €) per les de Sèrbia.[71]
- Emirats Àrabs Units — El Príncep de la Corona d'Abu Dhabi, Mohammed bin Zayed Al Nahyan, va dir al president Tomislav Nikolić que els Emirats Àrabs donarien 10 milions de dòlars en ajuda.[72]
- Eslovàquia — El govern eslovac va enviar 6 tones d'ajuda humanitària a Sèrbia i a la ciutat de Bijeljina a Bòsnia.[73]
- Eslovènia — Hores després que Bòsnia i Sèrbia demanessin ajuda, Eslovènia va enviar una unitat especial de protecció civil, a més de 20 experts i dues bombes a Sèrbia, i dues unitats amb vaixells de motors, una unitat de protecció civil de 12 membres, i un helicòpter Bell 412 de l'exèrcit eslovè i un AB 212 de la policia a Bòsnia i Hercegovina.[74][75] L'endemà 26 membres de protecció civil van marxar a Sèrbia, amb quatre vaixells de motor i sis vehicles de rescat.[76] El 19 de maig es van enviar 32 tones d'ajuda humanitària a Bòsnia i Hercegovina.[77] La companyia de menjar Žito va contribuir amb 11 tones de menjar que s'envià a Bòsnia i Hercegovina.[77] El 20 de maig es va enviar un comboi militar amb més ajuda humanitària a les zones afectades, seguit de sis camions civils.[77][78][78] Una iniciativa civil liderada pel basquetbolista Radoslav Nesterović va recaptar i enviar més de 400 tones d'ajuda durant els deu primers dies.[79] També es van donar 100.000 euros a Bòsnia i Hercegovina i Sèrbia gràcies a través de la Creu Roja Eslovena; 50.000 a la Creu Roja de Bòsnia i Hercegovina i 50.000 a la Creu Roja de Sèrbia.[80] La Creu Roja Eslovena també va enviar 650 tones d'ajuda humanitària durant el maig.[81]
- Estats Units — helicòpters americans van ajudar en rescats a Bòsnia i Sèrbia.[82] El Departament de Defensa dels Estats Units va anunciar que enviaria 26 tones d'ajuda humanitària a Bòsnia i Hercegovina, incloent-hi unitats de purificació d'aigua, llaunes d'aigua i equipament de cuina, bosses de sorra i pales, sacs de dormir, mantes i camilles, generadors, combustible i roba.[83] Les ambaixades americanes a Bòsnia i Sèrbia també van establir proecssos per proporcionar més fons i recursos.[84]
- Estònia — Estònia va enviar un equip de rescat i 87.000 € a Bòsnia i Hercegovina.[85] El país també va participar en esforços d'ajuda a Sèrbia juntament amb altres països de la Unió Europea.[86]
- França — L'organització humanitària francesa NVO va enviar ajuda a Sèrbia.[87] L'ambaixador francès a Sèrbia, François-Xavier Deniau, va dir que França havia enviat la meitat dels seus fons anuals per a emergències a Sèrbia. Equips francesos importants de 40 membres es van desplaçar a Sèrbia.[88]
- Hongria — Hongria va enviar cinc vaixells i un helicòpter de rescat a Sèrbia.[54]
- Islàndia — El govern d'Islàndia va donar 3 milions de corones islandeses (19.500 €) a Bòsnia i Sèrbia.[89]
- Índia — Índia va donar 100.000 dòlars d'ajuda humanitària a Sèrbia.[90]
- Israel — Israel va enviar medicaments, mantes, impermeables, botes de goma i menjar a Sèrbia.[91]
- Irlanda — Irlanda va ajudar amb 50.000 € a través de l'ONG World Vision. Irlanda va donar 220.000 € en materials que es van distribuir a través del Programa Mundial d'Aliments. Això incloïa tendes, mantes, i tauletes de purificació d'aigua.[92]
- Iran — La Mitja Lluna Roja de l'Iran va enviar ajuda humanitària a Sèrbia.
- Itàlia — Es van enviar quatre vaixells de rescat i 200.000 € d'ajuda humanitària a Sèrbia des d'Itàlia, segons l'ambaixador italià a Sèrbia, Giuseppe Manzo.[93]
- Japó — El govern japonès va enviar 10.000.000 iens en recursos a Bòsnia, i 100.000 dòlars en recursos a Sèrbia.[94][95]
- Luxemburg — Luxemburg va enviar un equip de rescat de 24 membres al nord de Bòsnia.[96]
- Kosovo — El ministre de forces de seguretat de Kosovo, Agim Çeku, es va oferir a col·laborar enviant equips de rescat a Bòsnia i Sèrbia, si bé van rebutjar l'oferta.[97][98][99]
- Macedònia — es van desplaçar 75 rescatadors i grans grups de voluntaris (150 voluntaris de la ciutat de Kumanovo, i molts altres d'altres ciutats), i es van enviar 45 bombes, 9 vaixells i altre equipament. La Creu Roja de Macedònia, universitats i negocis van organitzar esdeveniments de recaptació diners en suport de les víctimes de les inundacions. També es va fer disponible un servei telefònic per donacions, que el 19 de maig havia recaptat 7,3 milions de denars (120.000 €). L'Església Ortodoxa Macedònia també va donar 3 milions de denars (50.000 €).[100]
- Malàisia — L'Agència de Socors de Malàisia va canalitzar 43.700 ringgits (10.000 €) en forma de paquets de menjar i de salut a la província d'Odžak a Bòsnia i Hercegovina, i també va llançar un fons públic el 24 de maig per donar suport a les víctimes.[101][102] Un diari malaisi va recaptar 1.128.911 ringgits (268.296,99 €), dels quals 500.000 (114.000 €) provenien d'una donació del propietari del Cardiff City F.C., Vincent Tan.[103]
- Montenegro — El govern de Montenegro va mobilitzar 41 soldats de l'exèrcit a Obrenovac, a més de submarinistes i alpinistes de la unitat antiterrorista. Més de 200 voluntaris també van anar a Sèrbia a col·laborar. La Creu Roja de Montenegro va obrir dos comptes bancaris per ajudar a les zones afectades;[104] van recaptar uns 550.000 € a través de missatges SMS i dels comptes. L'organització també va recaptar 264 tones d'aigua, 15 tones de sucs, 12,5 tones de menjar i 4,5 tones de productes d'higiene per a Sèrbia i Bòsnia.[105] El primer ministre de Montenegro Milo Đukanović va oferir la seva ajuda al govern de Sèrbia.[106]
- Països Baixos — el Ministre d'Afers Exteriors neerlandès Frans Timmermans va dir el 20 de maig que els Països Baixos donarien 500.000 € a Bòsnia i Sèrbia.[107]
- Polònia — Polònia va enviar un equip de rescat de 37 bombers a Bòsnia, amb bombes d'aigua especials i 15 camions. També es van mobilitzar els soldats polonesos d'EUFOR.[108]
- Nacions Unides — van donar a Sèrbia equipament per lavabos mòbils i generadors amb un valor de 583.000 €, finançats completament pel govern noruec.[109]
- Noruega — L'ambaixador noruec a Sèrbia va anunciar que el país donaria 3.000.000 € a les víctimes més vulnerables.[109] Posteriorment, Noruega va donar 627.000 € al govern serbi per dipòsits i purificació d'aigua.[109] La Creu Roja de Noruega havia recaptat 190.000 € per Sèrbia i Bòsnia i Hercegovina el 22 de maig.[110] L'ambaixada noruega a Belgrad va decidir crear un fons d'ajuda de 500.000 €.[111] Noruega també va participar donant suport a les Nacions Unides.[109]
- Regne Unit —El 19 de maig, el Regne Unit va enviar 33 membres de la unitat de rescat d'inundacions amb 4 vaixells de motor a Bòsnia. També va enviar tres experts en marc de l'avaluació de protecció civil de la Unió Europea a Sèrbia, incloent-hi un expert del Servei de Focs i Rescats del Regne Unit.[112] Volunteers from Flooding on the Levels Action Group (FLAG) with recent expertise in assisting in the Somerset floods, including volunteers from Khalsa Aid, are also helping out.[113]
- República Txeca — La República Txeca va enviar un equip de rescat amb bombes d'aigua, un vaixell i set vehicles per diferents propòsits a Sèrbia.[54]
- Romania — També afectada per inundacions, Romania va enviar ajuda a Sèrbia. El primer ministre Victor Ponta va anunciar que les autoritats romaneses enviarien una bomba per treure aigua i altres béns com menjar, aigua, mantes i roba.[114]
- Rússia — Rússia va enviar quatre avions Ilyushin Il-76 amb 76 rescatadors, incloent-hi 20 submarinistes i 70 tones d'ajut humanitari a Sèrbia.[115][116] Especialistes del centre humanitari russo-serbi també van participar en el tractament de les conseqüències de les inundacions, amb estacions d'electricitat mòbils i motobombes.[117] En una operació russa es van rescatar 400 persones, entre les quals 79 infants com a mínim.[118]
- Suècia — Suècia va donar equipament de bombatge, comprat de la distribuïdora Meris. L'equipament es va vendre a nivells sense ànim de lucre al govern suec, que va donar els 20.000 €. Meris també va donar tres bombes per iniciativa pròpia.[119]
- Suïssa — Migros, l'empresa minorista més gran de Suïssa, va donar 500.000 francs suïssos a través de la Creu Roja de Suïssa.[120]
- Turquia — El primer ministre turc Recep Tayyip Erdoğan va trucar el president bosnià Bakir Izetbegović i el primer ministre serbi Aleksandar Vučić per donar-los suport després del desastre. Va afegir que Turquia estava disposada a donar qualsevol ajuda necessària a Sèrbia i Bòsnia i Hercegovina.[121] El departament turc de desastres i emergències va enviar un equip de rescat de 41 persones amb un C-130 per operacions de cerca i rescat, a més de subministraments i equipaments.[122]
- Turkmenistan — proveí assistència humanitària amb medicaments i farina.[123]
- Unió Europea — Bulgària, Alemanya, Eslovènia, Àustria, la República Txeca, França, Croàcia, Lituània, Letònia, Luxemburg, el Regne Unit, Eslovàquia, Bèlgica i Estònia van respondre a les demandes de Sèrbia i Bòsnia i Hercegovina a través del Centre de Coordinació de Respostes a Emergències.[124] El 19 de maig s'havien enviat més de 220 rescatadors de diversos països de la UE a Sèrbia.[125]